# Palazzina Grottanelli

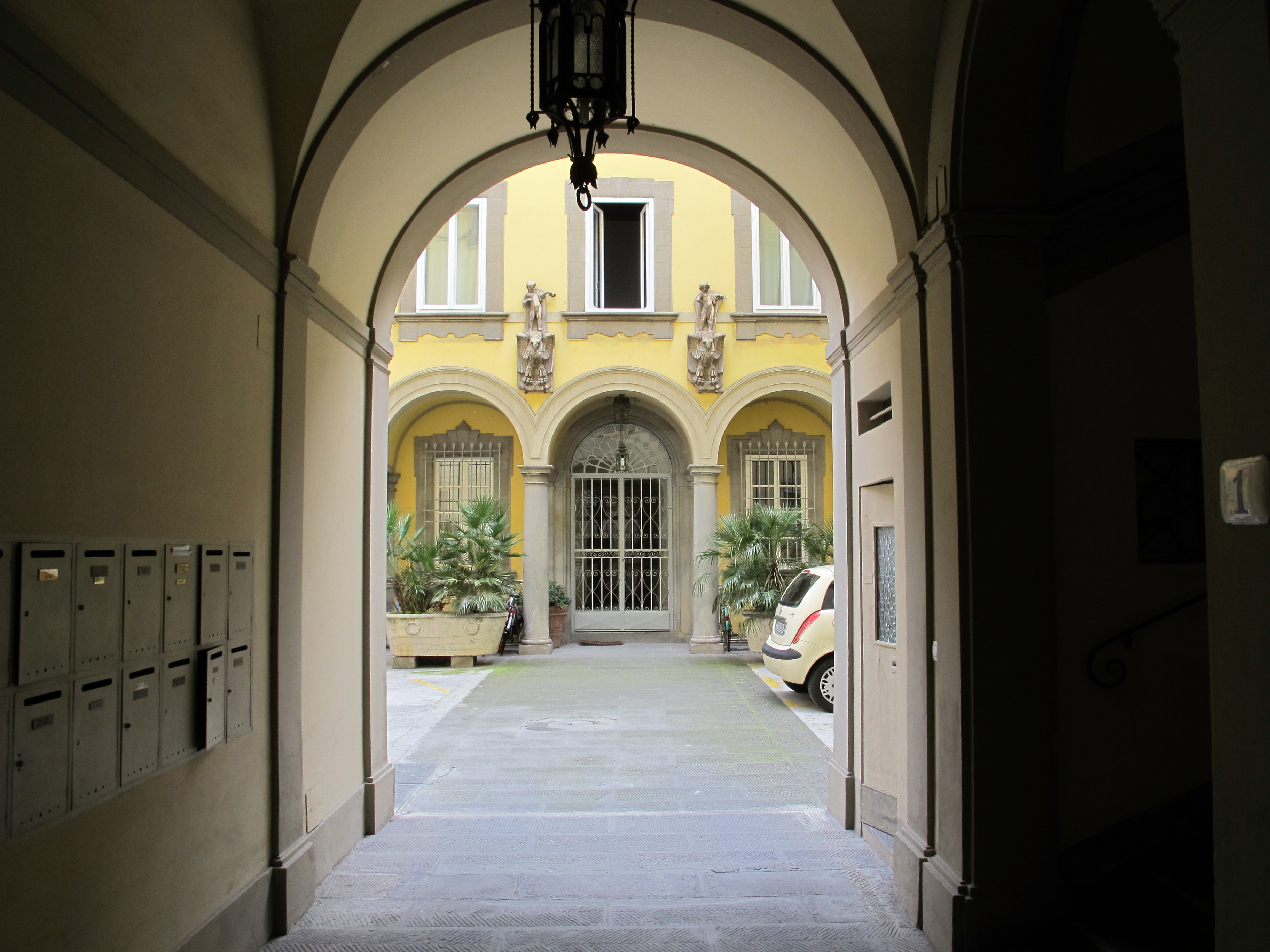
Androne cortile coi resti del teatro

La palazzina Grottanelli è un edificio di Firenze, situato in Borgo la Croce 1-3.

## Storia e descrizione
Si tratta di una palazzina (restaura e ben curata) sviluppata per cinque assi su tre piani più un mezzanino: per quanto vari elementi interni denotino una fondazione antica, attualmente i prospetti si presentano con un disegno assunto durante i rifacimenti ottocenteschi, probabilmente da datare negli stessi anni che vedevano il radicale riassetto della vicina piazza Cesare Beccaria.
Sulla rosta del portone è uno scudo con una banda attraversante caricata di tre rose (forse riconducibile alla famiglia Busini). Sulla volta dell'androne è invece dipinto un altro scudo, questa volta indubbiamente leggibile come della nobile famiglia senese dei Grottanelli (d'argento, al leone troncato di rosso e d'azzurro). I due grandi elementi con aquile reggenti puttini che affiancano il portone dell'edificio interno alla corte al n. 3 dovrebbero essere riconducibili agli interventi di ampliamento e ristrutturazione condotti tra il 1919 e il 1921 dall'architetto Adolfo Coppedè a quello che era il vicino teatro giardino Alhambra.